# Chris Hero
 (juin 2021).
Chris Spradlin, principalement connu sous les noms de Kassius Ohno et de Chris Hero, (né le 24 décembre 1979 à Dayton, dans l'Ohio), est un catcheur américain.Il est connu pour son travail sur le circuit indépendant, et à la World Wrestling Entertainment de 2016 à 2020 dans les branches NXT et NXT UK.
Il est surtout connu pour son travail dans le circuit indépendant. Il a lutté à la Ring of Honor, à la Pro Wrestling Guerrilla mais aussi au Japon sur les rings de la Pro Wrestling Noah. Il est également connu pour ses exploits à l’Independent Wrestling Association Mid-South, à la Combat Zone Wrestling et à la Chikara, où il était coentraîneur de la Chikara Wrestle Factory. Hero est aussi triple champion de la CZW, 1 fois Champion de la PWG, wXw Unified World Wrestling Champion et ROH World Tag Team Champion avec Claudio Castagnoli.

## Carrière

### Débuts et formation
Après avoir obtenu son diplôme à la Northmont High School, à Clayton dans l'Ohio, Spradlin décide de suivre une formation de catch durant l'été 1998. À la suite d'un entraînement préalable à Middletown, il fait ses débuts le 12 septembre 1998 à Xenia, dans un combat qu'il perd contre Shawn « HeartThrob » Halsey à la Unified Championship Wrestling,. Sur un conseil du catcheur Matt Stryker (en), Spradlin part approfondir sa formation au HWA Main Event Wrestling Camp de Les Thatcher, basé à Cincinnati, entre mai 1999 et novembre 1999. En décembre de la même année, il part en Floride, dans la ville d'Ocala, pour s'entraîner sous la coupe de Dory Funk, Jr., à l'école de catch Funkin' Conservatory.
À l'époque, Spradlin catche souvent vêtu d'un débardeur (appelé aussi wifebeater en anglais), et commence donc à utiliser le surnom de Wife Beater (voulant dire littéralement, « celui qui bat sa femme ») lorsqu'il monte sur le ring. Il garde ce surnom jusqu'à ce qu'une association féministe, choquée par ce gimmick, n'organise le boycott d'un show à Platteville, dans le Wisconsin, auquel Spradlin participait. Le personnage de « Wife Beater » fait par la suite l'objet d'un débat lors d'un épisode du talk-show Politically Incorrect, durant lequel le vrai nom de Spradlin n'est cependant pas évoqué. Après avoir été prévu pour des shows familiaux de la NWA West Virginia / Ohio, il change son nom en Chris Hero. Il effectue ses derniers matchs en tant que Wife Beater en 2000.
En 2000, Chris Hero commence à travailler pour la fédération Independent Wrestling Association Mid-South (en) (IWA-MS), où il reçoit une formation supplémentaire de la part du catcheur Ian Rotten. Durant les années qui suivent, Chris travaille beaucoup avec Tracy Smothers durant les shows de l'IWA-MS, déclarant même que Smothers est l'un de ses mentors. En octobre 2002, il part s'entraîner à l'école de catch des Blue Bloods (en), dirigée par les catcheurs anglais Dave Taylor (en) et William Regal, ainsi que par le catcheur nord-irlandais Dave Finlay. En juillet 2003, la fédération américaine Chikara fait venir dans ses rangs le catcheur mexicain Skayde (en), afin qu'il initie d'autres catcheurs à la lucha libre. Chris Hero prend part à cet entraînement à Mexico, mais aussi dans le Minnesota et en Pennsylvanie, entre 2003 et 2006, et ajoute ainsi à son répertoire un tout autre style de catch.

### Independent Wrestling Association Mid-South (2000-2007)
Chris Hero fait ses débuts à l'IWA-MS le 1er juillet 2000, en perdant un match contre Harry Palmer. Durant sa première année dans la fédération, il gagne le tournoi annuel de l'IWA-MS, le Sweet Science Sixteen (connu maintenant sous le nom de Ted Petty Invitational ou TPI) en battant 4 autres catcheurs (Colt Cabana, American Kickboxer, Ace Steel (en) et Harry Palmer), et tente également en vain de battre Sabu pour le Championnat du monde poids-lourd de la NWA lors de Bloodfeast 2000. Chris s'engage ensuite dans des feuds (rivalités scénarisées) avec Suicide Kid, American Kickboxer, Mark Wolf et Rugby Thug.
Le 20 octobre 2001, à Charlestown dans l'Indiana, Chris Hero gagne le Championnat poids-lourd de l'IWA-MS en battant Trent Baker. Il conserve le titre jusqu'au 5 décembre de la même année, où il le perd au profit de CM Punk. Il gagne à nouveau le titre le 12 juillet 2002 à Clarksville, en battant Colt Cabana, mais le perd 3 mois plus tard, le 5 octobre, en se faisant battre par M-Dogg 20 (en). Il le remporte une troisième fois le 7 février 2003, à Clarksville, en gagnant un match de plus de 90 minutes contre CM Punk. Ce troisième règne dure jusqu'au 7 juin, lorsqu'il perd contre Mark Wolf. Chris Hero recouvre à nouveau le titre dans un match contre Danny Daniels le 12 juillet 2003, après que Mark Wolf ait laissé la ceinture vacante. Il perd à nouveau le championnat une quatrième et dernière fois au profit de Danny Daniels, moins d'un mois plus tard.
À l'automne 2005, Chris Hero continue une feud contre Arik Cannon (en), qu'ils avaient commencé quelques années auparavant à l'IWA-MS. À la fin de cette rivalité, Chris devient un heel (un méchant) après avoir été éliminé par Cannon durant le 3e round du TPI 2005. Il tourne ensuite le dos à tous ses anciens amis de la fédération. Plus tard, il détruit la ceinture du Championnat poids-lourd de l'IWA-MS. À la fin de l'année 2005, il gagne le troisième Revolution Strong Style Tournament, en battant Necro Butcher lors de la finale.

### Chikara (2002-2007)

#### Les SuperFriends (2002-2005)
Le 25 mai 2002, lors du show inaugural de la Chikara, Chris s'allie avec CM Punk et Colt Cabana dans une équipe appelée la « Gold Bond Mafia ». Ils perdent cependant leur match contre l'équipe « The Black T-Shirt Squad », composée de Reckless Youth, de Mike Quackenbush (en) et de Don Montoya. En juillet 2003, Chris s'allie avec Mike Quackenbush pour former l'équipe des « SuperFriends ». L'équipe bat les catcheurs Skayde et Koichiro Arai, représentants la fédération Toryumon (en), dans le premier round du tournoi de la Chikara, le Tag World Grand Prix 2003. Ils catchent ensuite contre l'équipe Swiss Money Holding (en) (composée de Claudio Castagnoli et d'Ares (en)), mais l'affrontement se termine en match nul et les deux équipes sont éliminées du tournoi. En juillet 2004, Chris Hero déménage en Pennsylvanie pour pouvoir travailler avec Mike Quackenbush à l'école Chikara Wrestle Factory. En avril 2005, l'école part de Allentown et s'installe à Philadelphie, dans l'Asylum Arena (en). Elle est renommée CZW / Chikara Wrestle Factory et est désormais gérée par Quackenbush, Hero et Jorge « Skayde » Rivera. En février 2005, les SuperFriends arrivent en finale du Tag World Grand Prix, le tournoi réunissant cette fois-ci 32 équipes et ayant duré 3 jours. Durant ce match, Chris trahit Quackenbush et forme une alliance avec Claudio Castagnoli et Arik Cannon. Le trio se nomme ensuite les Kings of Wrestling.

#### Les Kings of Wrestling (2005-2007)
Les Kings of Wrestling entrent en rivalité avec Quackenbush et ses alliés pendant toute l'année 2005. À la fin de la saison, Arik Cannon quitte le groupe, laissant Chris Hero et Claudio Castagnoli comme seuls membres de l'équipe. Lors du début de la saison 2006, à l'occasion du Tag World Grand Prix 2006, Hero et Castagnoli battent Equinox et Hydra, Sumie Sakai et RANMARU, les North Star Express (Ryan Cruz et Darin Corbin), l'équipe Incoherence (Hallowicked (en) et Delirious), et finalement l'équipe Dragondoor (Skayde et Milano Collection A.T.) pour devenir les premiers Chikara Campeones de Parejas (en) (Champions par équipes de la Chikara),. Le 17 novembre 2006, lors du show intitulé Brick, se déroulant dans la ville de Reading, les Kings of Wrestling perdent les ceintures par équipes au profit de F.I.S.T (Icarus (en) et Gran Akuma (en)) dans un 2 out of 3 falls match. Après le match, Chris Hero s'allie à F.I.S.T pour passer à tabac Claudio Castagnoli, car ce dernier a signé un contrat de développement avec la World Wrestling Entertainment (WWE) quelques jours plus tôt. En février 2007, lors du début de la nouvelle saison, à l'occasion du tournoi King of Trios (en), il est prévu que Chris Hero fasse équipe avec F.I.S.T. Cependant, il est également prévu à la même date que Chris fasse ses débuts à la Pro Wrestling NOAH, au Japon. Les membres de F.I.S.T déclarent alors qu'ils ont viré Chris de leur équipe, et prennent Chuck Taylor en tant que nouveau membre des Kings of Wrestling.
D'un autre côté, Chris Hero a d'autres projets quand il revient à la Chikara en mars 2007. Claudio Castagnoli, ayant été libéré par la WWE avant d'y faire ses débuts, cherche désormais à se venger de son ancien coéquipier. Chris Hero souhaite, quant à lui, renouer les liens avec Castagnoli. En avril, lors du tournoi Rey De Voladores, Chris affronte Castagnoli dans un match ne faisant pas partie du tournoi, dans lequel le vainqueur devient le patron du perdant. Mike Quackenbush est l'arbitre spécial de ce match. Chris gagne l'affrontement, et devient donc le patron de Claudio Castagnoli. Le mois suivant, Hero, Castagnoli et Larry Sweeney s'allient à Icarus, Gran Akuma et Chuck Taylor pour reformer les Kings of Wrestling.
Le 26 mai 2007, Chris affronte Quackenbush lors du show Aniversario. Quackenbush gagne le match grâce à sa nouvelle prise de soumission, la Chikara Special, une prise que de nombreux autres catcheurs utilisent pour battre Chris durant l'été 2007. Certains prétendent alors que Hero est frappé d'une malédiction et est incapable de briser la prise. Après avoir perdu contre Equinox le 16 novembre 2007, Chris Hero tabasse son adversaire et tente de lui déchirer son masque. Leonard F. Chikarason intervient alors et prévoit un Hair vs Mask match (match cheveux contre masque) entre Hero et Equinox pour le prochain show, à Hellertown en Pennsylvanie. Vers la fin du match, Equinox applique la Chikara Special à Chris, mais celui-ci arrive à contrer la prise et la fait subir à son adversaire. Equinox abandonne et est forcé de retirer son masque, dévoilant le visage de Vin Gerard.
Fin 2007, Chris Hero quitte son poste d'entraîneur en chef à la Chikara Wrestle Factory, laissant le poste à Claudio Castagnoli. Le 9 décembre 2007, lors du show Stephen Colbert > Bill O'Reilly, Chris perd le match concluant sa feud avec Castagnoli, et n'est depuis pas revenu à la Chikara.

### Combat Zone Wrestling (2002–2007, 2010)
Lors de Cage of Death XV, il perd contre Drew Gulak et ne remporte pas le CZW World Heavyweight Championship.

### Total Nonstop Action Wrestling (2003-2004)
Hero a lutté pour la TNA entre 2003 et 2004. Il voyageait aux côtés de Nate Webb et Dave Prazak à Nashville, Tennessee chaque semaine à la demande de Bill Behrens. Il a travaillé pour plusieurs enregistrements de TNA Xplosion.

### Pro Wrestling Guerrilla (2004-2011)
Chris Hero a perdu contre Willie Mack dans son dernier match pour la PWG. Il a ensuite fait une promo pour remercier ses fans de leur soutien.

### Ring of Honor (2006-2011)
Lors de Final Battle, il perd contre Roderick Strong dans un Roderick Strong Invitational Challenger Match.

### World Wrestling Entertainment (2012-2013)

#### Florida Championship Wrestling (2012)
En février 2012, Chris Hero signe un contrat avec la World Wrestling Entertainment. Il fait ses débuts à la Florida Championship Wrestling sous le nom de Kassius Ohno.
Lors du FCW du 18 mars, il bat Xavier Woods. Lors du FCW du 15 avril, il bat Benicio Salazar. Lors du FCW du 29 avril, il perd un match pour le Championnat Poids-Lourds contre Seth Rollins. Lors du FCW du 13 mai, il gagne contre Antonio Cesaro par disqualification. Lors du FCW du 20 mai, il perd contre Bo Rotundo dans un #1 Contender Match pour le Championnat Poids-Lourds. Lors du FCW du 17 mai, il bat Garrett Dylan.
Lors du FCW du 1er juillet 2012, il perd contre Seth Rollins au cours d'un fatal-4 way impliquant aussi Leo Kruger et Bo Dallas et ne remporte pas Championnat Poids-Lourds de la FCW.

#### NXT (2012-2013)
Kassius Ohno participe à la sixième saison de NXT. Lors de NXT du 4 juillet, il bat Mike Dalton.Lors de NXT du 8 août, il gagne contre CJ Parker et confirme son Heel Turn. Lors de WWE NXT du 22 août, il gagne contre Jake Carter et après le match, il attaque ce dernier avant que Richie Steamboat vient sauver ce dernier. Lors de WWE NXT du 5 septembre, il perd contre Richie Steamboat par disqualification.Lors de WWE NXT du 19 septembre, il gagne contre Oliver Grey.Lors de WWE NXT du 26 septembre, il perd contre Richie Steamboat. Lors de WWE NXT du 3 octobre, il gagne contre Percy Watson. Lors de WWE NXT du 17 octobre, il gagne avec The Ascension (Conor O'Brian et Kenneth Cameron) contre Richie Steamboat et The Usos. Lors de WWE NXT du 24 octobre, il perd contre Trent Barreta. Lors de WWE NXT du 7 novembre, il gagne contre Trent Barreta. Lors de WWE NXT du 21 novembre, il perd contre Richie Steamboat.Lors de WWE NXT du 16 décembre, il gagne contre Percy Watson.
Lors de NXT du 2 janvier, il gagne avec Leo Kruger contre International Airstrike (Justin Gabriel et Tyson Kidd). Lors de NXT du 30 janvier, il gagne avec Leo Kruger contre Alex Riley et Derrick Bateman pour avancer en demi-finale du tournoi pour déterminer les premiers champions par équipe NXT. Lors de NXT du 6 février, il perd avec Leo Kruger contre British Ambition (Adrian Neville et Oliver Grey) et ne se qualifie pas pour la finale du tournoi. Lors de NXT du 13 mars, il gagne contre Derrick Bateman. Lors de NXT du 20 mars, il insulte William Regal et lui dit que le seul moment de sa carrière que tout le monde se souviendra c'est quand il a embrassé les fesses de Vince McMahon. Lors de NXT du 27 mars, il attaque William Regal. Lors de NXT du 10 avril, il perd contre William Regal.
Lors de NXT du 8 mai, il gagne contre Camacho, après le match il effectue un face turn en s'excusent à William Regal[Quoi ?] et se fait attaquer par The Wyatt Family. Lors de NXT du 29 mai, il participe à une bataille royale de 18 catcheurs remportée par Bo Dallas.Lors de NXT du 5 juin, il perd avec Corey Graves contre The Wyatt Family (Erick Rowan et Luke Harper) et ils ne remportent pas les NXT Tag Team Championship.Lors de NXT du 19 juin, il perd avec Adrian Neville et Corey Graves contre The Wyatt Family. Lors de NXT du 26 juin, il gagne avec Corey Graves contre Garrett Dylan et Scott Dawson et ils deviennent les challengers aux NXT Tag Team Championships. Ils se font ensuite attaquer par Garrett Dylan et Scott Dawson ainsi que The Wyatt Family. Cette attaque sur Ohno a conduit à une blessure scénaristique. Il a été signalé que cela était dû à son manque d'engagement envers les programmes de conditionnement physique.
Après une longue période d'inactivité, il revient lors du NXT du 25 septembre dans une promo avec Brad Maddox. Lors de NXT du 2 octobre, il perd contre Luke Harper. Lors de NXT du 6 novembre, il perd de nouveau contre Luke Harper.
Le 9 novembre 2013, il a été signalé qu'Ohno fut renvoyé de la WWE.

### Dragon Gate USA & EVOLVE (2013-2017)
le 17 novembre 2013, Il perd contre Johnny Gargano et ne remporte pas le Open The Freedom Gate Championship. Lors de EVOLVE 25 il perd contre Ricochet. Lors de EVOLVE 26 il bat Anthony Nese. Lors de EVOLVE 27 il bat Chuck Taylor.
Lors de DGUSA Way Of The Ronin 2014 il bat AR Fox et remporte le EVOLVE Championship. Lors de EVOLVE 28 il bat Trent Baretta et conserve son titre.Lors de A Wrestling Odyssey il bat Anthony Nese & AR Fox et conserve son titre. Lors de EVOLVE 31, il perd le titre contre Drew Galloway.

### Retour à la Ring of Honor (2013-2014)
Il fait son retour à la ROH, lors de Final Battle en attaquant Adam Cole et Matt Hardy. Le 25 janvier, il fait équipe avec Michael Elgin et rive les épaules de Adam Cole, lui offrant une opportunité pour le titre mondial. Le 21 février, lors de 12th Anniversary Show, il perd contre Adam Cole et ne remporte pas le ROH World Championship. Le 22 mars, il perd face à A.J. Styles.

### Revolution Pro Wrestling (2016)
Lors de RevPro Global Wars 2016, il bat Tomohiro Ishii. Le Lendemain, il perd contre Katsuyori Shibata et ne remporte pas le RPW British Heavyweight Championship.

### Retour à la World Wrestling Entertainment (2016-2020)

#### Retour à NXT (2016-2019)
En décembre 2016, il est annoncé que Kassius Ohno venait de re-signer avec la WWE.
Il fait son retour le 22 février à NXT en sauvant No Way Jose de l'attaque de Bobby Roode. Le 8 mars à NXT, il est annoncé qu'il affrontera Bobby Roode pour le NXT Championship lors de l'édition de NXT le 15 mars et que le vainqueur affrontera Shinsuke Nakamura pour le NXT Championship lors de NXT Takeover: Orlando. Le 15 mars à NXT, il perd contre Bobby Roode et ne remporte pas le NXT Championship. Le 17 mai NXT, il bat Andrade "Cien" Almas. Le 13 juin à NXT, il perd contre Aleister Black. Le 26 juin à NXT, il bat Hideo Itami par disqualification après que ce dernier lui ait porté un Low Blow. Après le match, il se fait attaquer violemment par ce dernier qui lui porte trois Go To Sleep dont le dernier contre les marches en acier. Le 6 septembre à NXT, il bat Hideo Itami dans un No Disqualification Match. Lors de NXT du 18 octobre, il bat Cezar Bononi . Lors de NXT Takeover: WarGames, il perd contre Lars Sullivan. Le 6 décembre à NXT, il perd contre Johnny Gargano.
Le 10 janvier à NXT, il bat Raul Mendoza. Lors de NXT TakeOver: Philadelphia, il perd contre The Velveteen Dream. Le 8 mars lors d'un Live Event de NXT, il perd contre EC3. Le 21 mars à NXT, il perd contre Adam Cole. Le 13 avril lors d'un Live de NXT, il bat Brennan Williams. Le 9 mai à NXT, il perd contre Tommaso Ciampa, après le match il est attaqué par ce dernier. Le 13 juin à NXT, il perd contre EC3. Le 18 juillet à NXT, il bat un jobber. Le 8 août à NXT, il bat Adrian Jaoude.
Le 5 septembre à NXT, il bat Kona Reeves. Le 24 octobre à NXT, il bat Justin Xavier. Après le match, il est confronté par Nikki Cross.
Le 17 novembre lors du kick-off de NXT TakeOver: WarGames II, il perd contre Matt Riddle après n'avoir reçu qu'un seul coup. Le 2 janvier 2019 à NXT, il perd par soumission contre Matt Riddle. Après le match, il attaque violemment Riddle. Le 16 janvier 2019 à NXT, il bat Keith Lee après lui avoir porté un low blow. Après le match, il est coursé par Matt Riddle.
Le 26 janvier lors de NXT TakeOver: Phoenix, il perd par KO contre Matt Riddle.
Le 1er mai à NXT, il perd par soumission contre KUSHIDA.

#### NXT UK et départ (2019-2020)
Le 27 février à NXT UK, il perd contre WALTER. Le 10 avril à NXT UK, il perd contre Travis Banks.
Le 14 avril lors de WWE Worlds Collide, il représente NXT en battant Aiden English représentant 205 LIve.
Le 16 avril 2020, son profil de WWE.com a été déplacé à la liste  des anciens catcheurs de la compagnie. Son licenciement par la compagnie est confirmé quelques jours plus tard.

### PROGRESS Wrestling (2018)
Le samedi 5 mai 2018, il participe au Strong Style Tournament de la PROGRESS en battant Chris Brookes, passant ainsi le premier tour, il affrontera Tyler Bate au second tour. Le 6 mai lors du second tour, il perd contre Tyler Bate et est éliminé du tournoi.

### Second retour à la Ring of Honor (2021)
En juillet 2021, il devient producteur pour la Ring of Honor.

## Palmarès
- All American Wrestling
  - Jim Lynam Memorial Tournament (2016)[46]

- Alternative Championship Wrestling
  - 1 fois ACW Heavyweight Champion
- Chikara
  - 1 fois Chikara Campeonatos de Parejas avec Claudio Castagnoli
  - Tag World Grand Prix (2006) avec Claudio Castagnoli

- Combat Zone Wrestling
  - 1 fois CZW Iron Man Champion
  - 1 fois CZW World Heavyweight Champion
  - 2 fois CZW World Tag Team Championship avec Claudio Castagnoli
  - Last Team Standing (2006) avec Claudio Castagnoli

- Coliseum Championship Wrestling
  - 3 fois CCW Heavyweight Champion
  - 1 fois CCW Tag Team Champion avec John Caesar

- Dramatic Dream Team
  - 1 fois Ironman Heavymetalweight Championship[47]

- Dragon's Gate USA - EVOLVE
  - 1 fois EVOLVE Champion

- Garage Professional Wrestling
  - 1 fois GPW Heavyweight Champion

- Hard Core Wrestling
  - 1 fois HCW Tag Team Champion avec Danny Blackheart

- Impact Championship Wrestling
  - 1 fois ICW Heavyweight Champion

- Independent Wrestling Association East Coast
  - 2 fois IWA East Coast Heavyweight Champion

- Independent Wrestling Association Mid-South
  - 4 fois IWA Mid-South Heavyweight Champion
  - Strong Style Tournament (2005)
  - Sweet Science Sixteen (2000)

- Juggalo Championship Wrestling
  - 1 fois JCW Tag Team Champion avec Claudio Castagnoli

- NWA West Virginia / Ohio
  - 1 fois NWA WV/OH Junior Heavyweight Champion

- Northern States Wrestling alliance
  - 1 fois NSWA Heavyweight Champion

- Pro Wrestling Guerrilla
  - 1 fois PWG World Championship

- Ring of Honor
  - 1 fois Undisputed World Intergender Heavyweight Tag Team Champion avec Sara Del Rey
  - 2 fois Champion par équipe avec Claudio Castagnoli
  - Survival of the Fittest (2007)
  - Tag Wars (2010) avec Claudio Castagnoli

- SoCal UNCENSORED Awards
  - Match de l’année 2008 contre Low Ki à PWG 2008 Battle of Los Angeles – Stage Two, le 2 novembre 2008
  - Match de l’année 2009 contre Bryan Danielson à PWG Guerre Sans Frontières, le 4 septembre 2009

- Unified Championship Wrestling
  - 1 fois UCW Television Champion

- Violent Championship Wrestling
  - 2 fois VCW Tag Team Champion avec Porno the Clown.
  - 2 fois VCW Triple Threat Champion

- westside Xtreme wrestling
  - 1 fois wXw Unified World Wrestling Champion
  - 1 fois wXw Tag Team Champion avec Marc Roudin
  - 16 Carat Gold Tournament (2007)

- Xtreme Intense Championship Wrestling
  - 1 fois XICW Heavyweight Champion

- Autres accomplissements
  - Jeff Peterson Cup (2007)

## Récompenses des magazines
- Pro Wrestling Illustrated

| Année | 2002 | 2003 | 2004 | 2005       | 2006 | 2007 | 2008 | 2009 | 2010 | 2011 | 2012 | 2013 | 2014 | 2015 | 2016 | 2017 | 2018 | 2019 |
| ----- | ---- | ---- | ---- | ---------- | ---- | ---- | ---- | ---- | ---- | ---- | ---- | ---- | ---- | ---- | ---- | ---- | ---- | ---- |
| Rang  | 359  | 358  | 340  | Non classé | 127  | 49   | 58   | 70   | 74   | 36   | 125  | 102  | 69   | 104  | 125  | 115  | 128  | 295  |

- Wrestling Observer Newsletter
  - Équipe de l’année (2010) avec Claudio Castagnoli

## Sources
- (en) Cet article est partiellement ou en totalité issu de l’article de Wikipédia en anglais intitulé « Chris Hero » (voir la liste des auteurs).